# سی‌ام‌تی
سی‌ام‌تی (انگلیسی: CMT) شرکت رسانه‌ای آمریکایی است، که در سال ۱۹۸۳ تأسیس شد.